# Music Inspired by Illumination & Dr. Seuss' The Grinch
Music Inspired by Illumination & Dr. Seuss' The Grinch è la prima colonna sonora del rapper e produttore discografico statunitense Tyler, The Creator, pubblicata il 16 novembre 2018 da Columbia Records.
I brani sono ispirati dal film d'animazione Il Grinch dello stesso anno dove ha anche collaborato per la colonna sonora.

## Tracce
Testi e musiche di Tyler Okonma.
1. Whoville – 1:13
2. Lights On (feat. Ryan Beatty, Santigold) – 2:29 (testo: Tyler Okonma, Ryan Beatty, Santi White)
3. Hot Chocolate (feat. Jerry Paper) – 2:11 (testo: Tyler Okonma, Jerry Paper)
4. Big Bag – 1:25
5. When Gloves Come Off (feat. Ryan Beatty) – 1:53
6. Cindy Lou's Wish – 1:06